# ژان گوت‌ونیگر
ژان گوت‌ونیگر (به انگلیسی: Jean Gutweniger) ژیمناست زادهٔ نوامبر ۱۳, ۱۸۹۲ میلادی اهل کشور سوئیس است.